# Sponsianus

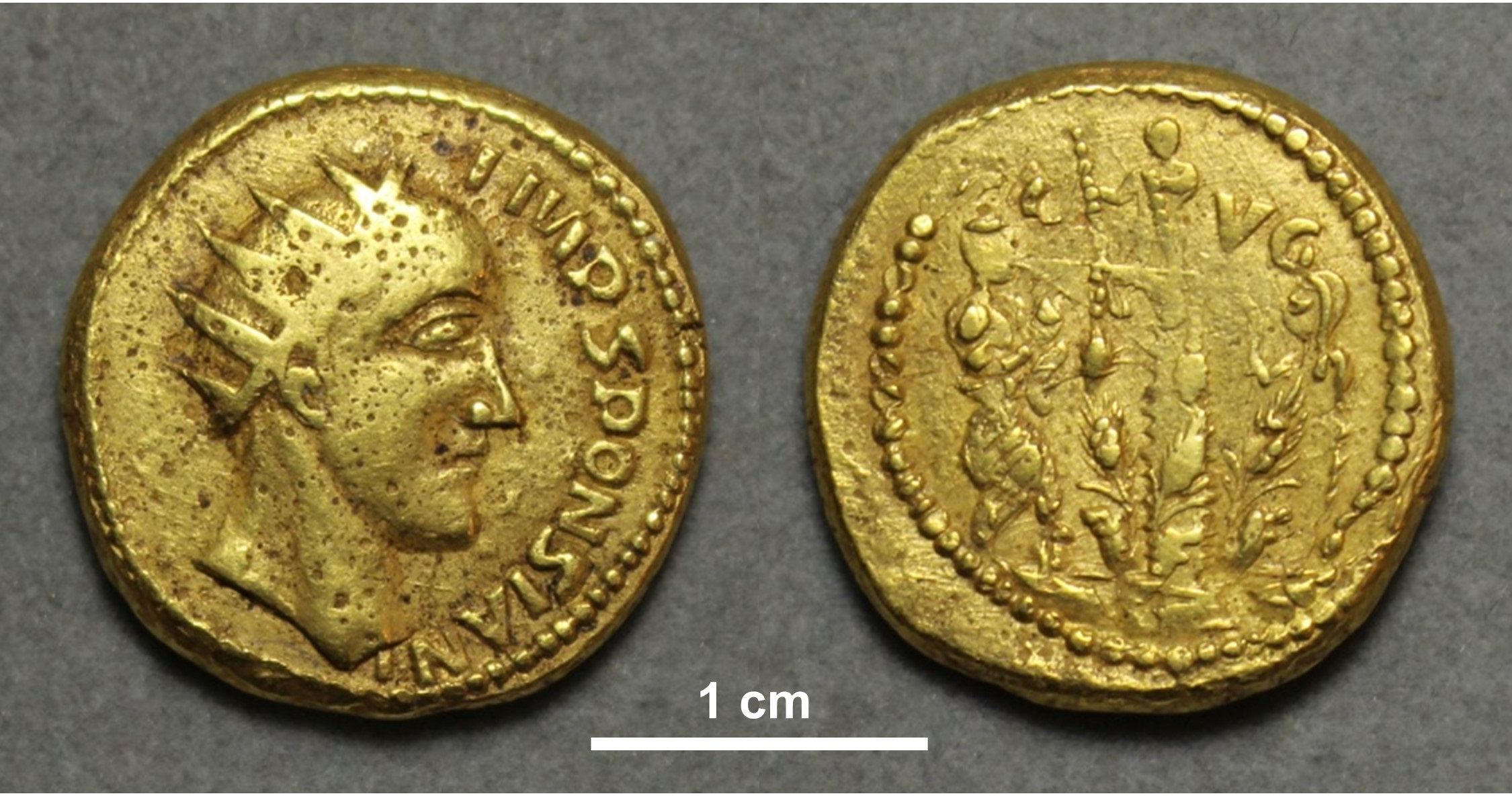
Münzbild des Sponsianus

Sponsianus ist der Name eines Mannes, von dem man annimmt, dass er in der Regierungszeit des Philippus Arabs (244–249) in Dakien als Usurpator auf das Amt des römischen Kaisers Anspruch erhob. Bislang sind keine historischen Aufzeichnungen bekannt, die einen römischen Kaiser mit diesem Namen dokumentieren.
Sein Konterfei ist bekannt von zwei römischen Münzen (Aurei), die 1713 in Siebenbürgen gefunden wurden und die die Inschrift IMP SPONSIANI tragen.
Während die Münzen stilistische Ähnlichkeiten mit römischen Münzen aus der Mitte des 3. Jahrhunderts aufweisen, weisen sie auch eine Reihe wesentlicher Unterschiede auf, wie etwa historisch gemischte Motive. Im neunzehnten Jahrhundert argumentierte Henry Cohen, damals die führende Autorität für römische Münzen, dass die sponsianischen Münzen schlecht gemachte Fälschungen seien. Infolgedessen wurden die Münzen lange Zeit als neuzeitliche Fälschungen abgetan.
2022 behaupteten Forscher in neuen Analysen an der Münze aus der Hunterian Museum and Art Gallery der Universität Glasgow, dass sie authentisch sei und dass sie damit einen vermeintlich verschollenen römischen Kaiser entdeckt hätten. Die Wissenschaftler berichteten, dass unter einem Elektronenmikroskop sichtbare Kratzspuren auf dieser Münze bewiesen, dass sie vor etwa 2.000 Jahren im Umlauf war. Laut Jesper Ericsson, Kurator für Numismatik am vorgenannten Hunterian Museum, habe eine chemische Analyse gezeigt, dass die Münzen Hunderte von Jahren im Boden vergraben gewesen seien. Erdablagerungen in Vertiefungen der Münze sind typisch für solche, die nach längerer Verweildauer im Boden gefunden wurden. Die Forscher des Brukenthal-Museums in Sibiu, das ebenfalls eine sponsianische Münze besitzt, wurden über die Forschungsergebnisse informiert. Die dortige Münze stammt aus dem Nachlass von Baron Samuel von Brukenthal, dem habsburgischen Gouverneur von Siebenbürgen. Dieser untersuchte die Münze und brachte noch zu Lebzeiten einen Vermerk mit der Aufschrift „echt“ an. Paul Pearson vom University College London, der die Forschungsarbeiten leitete, äußerte, dass ihn die Entdeckung erstaunt habe.
Die Studie wurde in der Fachwelt allerdings sehr skeptisch aufgenommen. Zahlreiche Althistoriker und Numismatiker sehen teils methodische Probleme bei der Studie, teils deuten sie die Daten anders. Zuletzt legten die polnischen Numismatiker Aleksander Bursche und Kyrylo Myshin in elf Punkten dar, warum es sich ihrer Ansicht nach bei den Münzen um neuzeitliche Fälschungen handelt. Aus ihrer Sicht argumentieren deren Autoren an dem bisherigen Befund vorbei.